# Gran Canal, vista Este desde el Campo San Vio
El Gran Canal, vista Este desde el Campo San Vio (en italiano, Il Canale Grande a San Vio) es una pintura al óleo del pintor rococó italiano Canaletto. Lo realizó tras su estancia en Roma en 1723. Fue un encargo de un noble veneciano con la finalidad de decorar su palacio. El encargo se compone de un total de cuatro lienzos, el Rio dei Mendicanti, Gran Canal, vista al noreste desde el Palazzo Balbi hacia el puente de Rialto (ambos en el museo veneciano de Ca'Rezzonico) y el Gran Canal, vista Este desde el Campo San Vio y Piazza San Marco (ambos en el Museo Thyssen-Bornemisza de Madrid).
El lienzo representa una imagen del Gran Canal distinguiéndose en la parte izquierda del mismo la cúpula de la Basílica de Santa Maria della Salute.